# Wyomingit
Der Wyomingit ist ein recht seltenes magmatisches, zu den Lamproiten gehörendes Gestein. Es stammt aus dem Oberen Erdmantel und zeichnet sich durch seinen ultrapotassischen Charakter aus.

## Bezeichnung und Erstbeschreibung
Der Wyomingit ist nach seinem Herkunftsort, dem US-amerikanischen Bundesstaat Wyoming, benannt. Seine Typlokalität liegt in den Leucite Hills. Das Gestein wurde 1897 erstmals von Charles Whitman Cross wissenschaftlich beschrieben. Cross hatte es ursprünglich noch als eine Varietät von Leucitit angesehen, dessen in einer glasigen Grundmasse eingebetteter Mineralbestand aus Klinopyroxen, Glimmer und Leucit zusammengesetzt war.

## Definition
Der Wyomingit wird jetzt als Diopsid-Leucit-Phlogopit-Lamproit definiert und zählt somit zu den Phlogopit-Lamproiten.

## Mineralogie
Phänokristalle bzw. Mikrophänokristalle im Wyomingit sind:
- Diopsid
- Phlogopit

In der Grundmasse befinden sich vorrangig Leucit, sowie Magnetit und selten Amphibol (Richterit). Akzessorien sind Apatit, Priderit und Wadeit. Calcit tritt sekundär auf.
Wyomingite sind den Orenditen mineralogisch sehr ähnlich, unterscheiden sich aber durch ihre glasige Grundmasse und das Fehlen von Sanidin. In ihrer chemischen Zusammensetzung sind sie nahezu identisch mit Orenditen. Die mineralogischen Unterschiede können durch einen unterschiedlichen Tiefenbereich der Kristallisation, unterschiedliche Abkühlraten oder unterschiedliche pH2O-Druckverhältnisse in der Magmenkammer erklärt werden.
Meist bilden Wyomingite den abgekühlten Rand von orenditischen Lavaströmen.

## Chemische Zusammensetzung

### Haupt- und Spurenelemente
| Oxid Gewichtsprozent | Wyomingit Bandbreite | Wyomingit | Wyomingit Zirkel Mesa | Spurenelement ppm | Wyomingit Bandbreite | Wyomingit | Wyomingit Zirkel Mesa |
| -------------------- | -------------------- | --------- | --------------------- | ----------------- | -------------------- | --------- | --------------------- |
| SiO2                 | 49,6-55,2            | 48,94     | 55,1                  | Cr                | 260-440              | 900       | 343                   |
| TiO2                 | 2,4-2,6              | 1,76      | 2,73                  | Ba                | 4430-7030            | 8100      | 6240                  |
| Al2O3                | 8,8-10,6             | 12,44     | 9,87                  | Sr                | 2070-2930            | 3800      | 1830                  |
| Fe2O3                | 4,1-5,3              | 4,28      | 4,28                  | V                 | 75-97                | 600       | 90                    |
| FeO                  |                      | 3,71      |                       | Ni                | 200-312              | 70        | 226                   |
| MnO                  | 0,062- 0,066         | 0,10      | 0,06                  | Co                | 16,8-24,0            | 50        | 21                    |
| MgO                  | 5,7- 8,7             | 5,84      | 6,28                  | Cu                |                      | 190       | 35                    |
| CaO                  | 2,6-6,6              | 4,77      | 4,11                  | Zn                |                      | 110       | 67                    |
| Na2O                 | 0,4-2,6              | 2,17      | 0,98                  | Rb                | 239-319              |           | 288                   |
| K2O                  | 7,8-12,6             | 11,01     | 11,5                  | Nd                | 102-160              |           | 96,8                  |
| P2O5                 | 1,2-2,2              | 0,47      | 1,29                  | Zr                | 1270                 |           | 159                   |
| LOI                  |                      | 1,97      | 3,23                  | Pb                | 27                   |           | 32                    |
| Mg#                  | 0,74-0,81            | 0,76      | 0,73                  | Th                |                      |           | 13,7                  |
| K/Na                 | 3,19-12,74           | 3,34      | 7,73                  |                   |                      |           |                       |
| K/Al                 | 0,96-1,29            | 0,96      | 1,26                  |                   |                      |           |                       |
| (Na+K)/Al            | 1,03-1,69            | 1,25      | 1,43                  |                   |                      |           |                       |

Quellen: Mirnejad und Bell (2006) sowie Vollmer und Kollegen (1984).
Die Wyomingite gehören zu den Alkaligesteinen. Sie sind peralkalisch mit (Na+K)/Al>1, meist perpotassisch mit K/Al>1 und ultrapotassisch mit K/Na>3. Ihre Magnesiumzahlen  Mg# sind erhöht (0,73 bis 0,76).

### Isotopenverhältnisse
Die angeführten Isotopenverhältnisse folgen Mirnejad und Bell (2006):
| Isotopen    | Zirkel Mesa         |
| ----------- | ------------------- |
| 87Sr/86Sr   | 0,7056683- 0,705741 |
| 143Nd/144Nd | 0,511870-0,511940   |
| 206Pb/204Pb | 17,182-17,227       |
| 207Pb/204Pb | 15,462-15,4467      |
| 208Pb/204Pb | 37,258-37,320       |
| δ18O        | 8,65-8,72           |

## Vorkommen
- Vereinigte Staaten von Amerika:
  - Wyoming:
    - Deer Butte, Leucite Hills
    - Emmons Cone, Leucite Hills
    - Hatcher Mesa, Leucite Hills
    - Zirkel Mesa, Leucite Hills